# John Hope, I marchese di Linlithgow
John Adrian Louis Hope, I marchese di Linlithgow (South Queensferry, 25 settembre 1860 – 29 febbraio 1908), è stato un politico britannico, passato alla storia per essere stato il primo Governatore Generale dell'Australia.
Prima del 1873 egli era noto come visconte Aithrie e, tra il 1873 e il 1902, come VII conte di Hopetoun.

## Giovinezza
Hope era il primogenito di John Hope, VI conte di Hopetoun, e di sua moglie, lady Ethelred Anne Birch Reynardson. Studiò presso il collegio di Eton e la Reale accademia militare di Sandhurst, dove nel 1879 riuscì a terminare i suoi studi senza tuttavia ottenere i gradi di ufficiale dell'esercito di Sua Maestà. Hope a quel punto si dedicò all'amministrazione delle proprietà di famiglia e proseguì una vita di ozi. Nel 1883 divenne un membro conservatore della Camera dei Lord e servì come Lord in Waiting dal giugno 1885 a gennaio 1886, e poi dall'agosto 1886 all'agosto 1889.

## L'incarico in Australia
Nel 1889 Hope fu inviato in Australia per ricoprire la carica di Governatore di Victoria, carica che conservò sino al 1895. Dopo il ritorno in Gran Bretagna, Hope diventò membro del consiglio privato del Regno Unito, e sino al 1898 ricoprì la carica di "Ufficiale pagatore" nel governo Salisbury. Fino al 1900 Hope ricoprì la carica di Lord Chamberlain, ovvero capo della Real Casa. Quando il 1º gennaio 1901 le colonie australiane decisero di unirsi in una federazione, conquistando in tal modo l'indipendenza dalla Gran Bretagna, la popolarità e i legami con il ceto politico locale che Hopetoun era riuscito ad intessere durante il suo governatorato nello Stato di Victoria, fecero di lui il candidato naturale a ricoprire la prestigiosa carica di primo Governatore Generale della storia australiana. Egli giunse a Sydney il 15 dicembre del 1900.

## Il fallimento del governatorato
In attesa delle prime elezioni federali, che si sarebbero tenute in marzo, il delicato compito di Hopetoun consistette nella nomina di un premier provvisorio, e di un governo che doveva sbrigare gli affari correnti ed organizzare le elezioni. Egli non si dimostrò all'altezza del compito e offrì l'incarico a Sir William Lyne, il primo ministro del Nuovo Galles del Sud, che era lo Stato più esteso della federazione.
Se dal punto di vista formale la scelta poteva parere ineccepibile, dal punto di vista politico si rivelò particolarmente infelice. Infatti Lyne era stato una strenuo oppositore della Federazione Australiana, ed era inviso ai politici che guidavano il movimento federalista. Alfred Deakin e altri preminenti politici comunicarono a Hope che non intendevano far parte di un governo Lyne. A quel punto Lyne rimise l'incarico, e Hopetoun incaricò il capo del movimento federalista Edmund Barton di formare il governo di transizione. Questo infortunio politico rese il Governatore talmente impopolare da farlo soprannominare "Hopetoun Blunder" (Hopetoun l'inciampatore).
I problemi non finirono per Hopetoun, il quale nominò il suo segretario personale, l'inglese William Wallington, supervisore di tutte le comunicazioni con Londra, facendo infuriare gli australiani. Questi ritenevano che un compitò così delicato dovesse essere affidato ad un cittadino australiano. Non aiutò a distendere il clima la pompa regale delle cerimonie ufficiali alle quali partecipava Hope. Infelice si rivelò anche la tendenza del Governatore a parlare come un capo del governo aggiunto che affiancava il premier. La Costituzione australiana infatti riservava al Governatore un ruolo simbolico e non politico.
La goccia che fece traboccare il vaso fu la richiesta del Governatore Generale di ottenere un'ulteriore indennità che gli permettesse di mantenere le residenze di Sydney e di Melbourne, che era la capitale provvisoria. La richiesta di Hope fu respinta, e nel maggio del 1902 il conte di Hopetoun fu costretto a rassegnare le dimissioni e a far rientro in Gran Bretagna.
Particolarmente interessante è l'amicizia che si creò tra Lord Hopetoun e il pioniere del movimento anarchico e sindacale di Melbourne, John 'Chummy' Fleming. Nel maggio del 1901, Fleming guidò una marcia di protesta dei disoccupati che invase il ponte del principe e bloccò la carrozza del Governatore, il quale ordinò alla polizia di non interferire e ascoltò Fleming. Nacque così un'amicizia che durò nel tempo, anche quando Hopetoun tornò in Inghilterra. Secondo molte fonti il Governatore esercitò una pressione sul governo affinché varasse velocemente delle normative favorevoli al mondo del lavoro ed in grado di ridurre la disoccupazione.
Hopetoun lasciò l'Australia nel luglio del 1902, con la consapevolezza di aver fallito il suo appuntamento con la storia. Per compensarlo fu nominato Marchese di Linlithgow, ma non riuscì a diventare Vice Re dell'India. Nel 1905 Hope ottenne il segretariato per la Scozia e morì improvvisamente il 29 febbraio 1908.

## Matrimonio
Sposò, il 18 ottobre 1886, Hersey Alice Eveleigh-de Moleyns (31 marzo 1867-3 aprile 1937), figlia di Dayrolles Blakeney Eveleigh-de Moleyns, IV barone Ventry, e di sua moglie, lady Harriet Elizabeth Frances Wauchope. Ebbero quattro figli:
- Victor Hope, II marchese di Linlithgow (24 settembre 1887-5 gennaio 1952);
- Lord Charles Melbourne Hope (20 febbraio 1892-11 giugno 1962);
- Lady Jacqueline Alice Hope (16 giugno 1896-21 giugno 1896);
- Lady Mary Dorothea Hope (1903-1995), sposò Sidney Herbert, XVI conte di Pembroke, ebbero due figli.

## Ascendenza
|                                        |              |                                         | Genitori                                            |  |  | Nonni |  |  | Bisnonni                        |  |  | Trisnonni                       |  |
|                                        |              |                                         |                                                     |  |  |       |  |  | John Hope, IV conte di Hopetoun |  |  | John Hope, II conte di Hopetoun |  |
|                                        |              |                                         |                                                     |  |  |       |  |  | John Hope, IV conte di Hopetoun |  |  | John Hope, II conte di Hopetoun |  |
|                                        |              | Jane Oliphant                           |                                                     |  |  |       |  |  | John Hope, IV conte di Hopetoun |  |  |                                 |  |
| John Hope, V conte di Hopetoun         |              |                                         |                                                     |  |  |       |  |  | John Hope, IV conte di Hopetoun |  |  |                                 |  |
|                                        |              | Louisa Dorothea Wedderburn              | sir John Wedderburn, VI baronetto di Blackness      |  |  |       |  |  |                                 |  |  |                                 |  |
|                                        |              | Louisa Dorothea Wedderburn              | sir John Wedderburn, VI baronetto di Blackness      |  |  |       |  |  |                                 |  |  |                                 |  |
|                                        |              | Louisa Dorothea Wedderburn              | Alice Dundas                                        |  |  |       |  |  |                                 |  |  |                                 |  |
| John Hope, VI conte di Hopetoun        |              | Louisa Dorothea Wedderburn              |                                                     |  |  |       |  |  |                                 |  |  |                                 |  |
|                                        |              | Godfrey Macdonald, III barone Macdonald | Alexander Macdonald, I barone Macdonald             |  |  |       |  |  |                                 |  |  |                                 |  |
|                                        |              | Godfrey Macdonald, III barone Macdonald | Alexander Macdonald, I barone Macdonald             |  |  |       |  |  |                                 |  |  |                                 |  |
|                                        |              | Godfrey Macdonald, III barone Macdonald | Elizabeth Diana Bosville                            |  |  |       |  |  |                                 |  |  |                                 |  |
| Louisa Bosville Macdonald              |              | Godfrey Macdonald, III barone Macdonald |                                                     |  |  |       |  |  |                                 |  |  |                                 |  |
|                                        |              | Louisa Maria La Coast                   | Guglielmo Enrico, duca di Gloucester e di Edimburgo |  |  |       |  |  |                                 |  |  |                                 |  |
|                                        |              | Louisa Maria La Coast                   | Guglielmo Enrico, duca di Gloucester e di Edimburgo |  |  |       |  |  |                                 |  |  |                                 |  |
|                                        |              | Louisa Maria La Coast                   | lady Almeria Carpenter                              |  |  |       |  |  |                                 |  |  |                                 |  |
| John Hope, I marchese di Linlithgow    |              | Louisa Maria La Coast                   |                                                     |  |  |       |  |  |                                 |  |  |                                 |  |
|                                        | Thomas Birch | George Birch                            |                                                     |  |  |       |  |  |                                 |  |  |                                 |  |
|                                        | Thomas Birch | George Birch                            |                                                     |  |  |       |  |  |                                 |  |  |                                 |  |
|                                        | Thomas Birch | Mary Newall                             |                                                     |  |  |       |  |  |                                 |  |  |                                 |  |
| Charles Thomas Samuel Birch Reynardson | Thomas Birch |                                         |                                                     |  |  |       |  |  |                                 |  |  |                                 |  |
|                                        |              | Ethelred Reynardson                     | Jacob Reynardson                                    |  |  |       |  |  |                                 |  |  |                                 |  |
|                                        |              | Ethelred Reynardson                     | Jacob Reynardson                                    |  |  |       |  |  |                                 |  |  |                                 |  |
|                                        |              | Ethelred Reynardson                     | Anne Cust                                           |  |  |       |  |  |                                 |  |  |                                 |  |
| Ethelred Anne Birch Reynardson         |              | Ethelred Reynardson                     |                                                     |  |  |       |  |  |                                 |  |  |                                 |  |
|                                        |              | Simon Yorke                             | Philip Yorke                                        |  |  |       |  |  |                                 |  |  |                                 |  |
|                                        |              | Simon Yorke                             | Philip Yorke                                        |  |  |       |  |  |                                 |  |  |                                 |  |
|                                        |              | Simon Yorke                             | Elizabeth Cust                                      |  |  |       |  |  |                                 |  |  |                                 |  |
| Anne Yorke                             |              | Simon Yorke                             |                                                     |  |  |       |  |  |                                 |  |  |                                 |  |
|                                        |              | Margaret Holland                        | John Holland                                        |  |  |       |  |  |                                 |  |  |                                 |  |
|                                        |              | Margaret Holland                        | John Holland                                        |  |  |       |  |  |                                 |  |  |                                 |  |
|                                        |              | Margaret Holland                        | Margred Ellis                                       |  |  |       |  |  |                                 |  |  |                                 |  |
|                                        |              | Margaret Holland                        |                                                     |  |  |       |  |  |                                 |  |  |                                 |  |